# Manchester United F.C. mùa giải 2012–13
Mùa giải 2012–13 là mùa giải thứ 21 của Manchester United tại Giải bóng đá Ngoại hạng Anh, và là mùa giải thứ 38 liên tiếp của họ tại giải đấu cao nhất của bóng đá Anh.
United bắt đầu mùa giải vào ngày 20 tháng 8 năm 2012 với trận đấu đầu tiên tại Premier League. Sau khi bỏ lỡ chức vô địch vào mùa giải trước, họ đã giành được danh hiệu vô địch nước Anh lần thứ 20 vào ngày 22 tháng 4 năm 2013 với chiến thắng trước Aston Villa tại Old Trafford, trong đó vua phá lưới Robin van Persie lập một cú hat-trick, hoàn thiện mùa giải với 26 bàn thắng tại Ngoại hạng Anh và 30 bàn tính trên mọi đấu trường.
Tại Cúp Liên đoàn Anh và Cúp FA, United để thua Chelsea trong 2 hai giải đấu. Chelsea thắng United với tỷ số 5-4 tại vòng thứ 4 Cúp Liên đoàn vào ngày 31 tháng 10 năm 2012, rồi tiếp tục đánh bại đội chủ sân Old Trafford 1–0 tại vòng 6 Cúp FA vào ngày 1 tháng 4 năm 2013.
Tại đấu trường châu Âu, United đã bị loại ra khỏi UEFA Champions League ở vòng 16, khi để thua Real Madrid với tổng tỷ số 3-2 sau hai lượt trận.
Ngày 8 tháng 5 năm 2013, huấn luyện viên Sir Alex Ferguson tuyên bố nghỉ hưu. Ông là huấn luyện viên của Manchester United sau gần 27 năm phụ trách và trở thành huấn luyện viên phụ trách lâu nhất của bất kỳ câu lạc bộ nào tại Anh ở giai đoạn này. Ông đã giành được 38 danh hiệu lớn trong khoảng thời gian đó, nhiều hơn bất kỳ huấn luyện viên nào khác trong lịch sử bóng đá Anh. Ở 71 tuổi, Sir Alex cũng là huấn luyện viên cao tuổi nhất tại Premier League hay Football League.
Ngày hôm sau, Manchester United thông báo rằng David Moyes của Everton sẽ tiếp quản chiếc ghế HLV từ đầu mùa giải 2013-14.

## Trước mùa giải và giao hữu
Manchester United khởi động trước mùa giải 2012–13 với một tour du đấu toàn cầu, bao gồm các chuyến đi đến Nam Phi lần đầu tiên kể từ năm 2008, Trung Quốc lần đầu tiên kể từ năm 2009 và Na Uy lần đầu tiên kể từ năm 2002. Tour du đấu bắt đầu bằng trận đấu với 2 câu lạc bộ Nam Phi AmaZulu ngày 18 Tháng 7 năm 2012 và Ajax Cape Town vào ngày 21 Tháng 7 năm 2012. Sau đó, họ di chuyển đến Trung Quốc để đá giao hữu với Thượng Hải Thân Hoa vào ngày 25 tháng 7 năm 2012 trên sân vận động Thượng Hải, trước khi chuyển sang Na Uy để thi đấu với câu lạc bộ Vålerenga tại sân vận đông Ullevaal ở Oslo vào ngày 05 tháng 8, và Thụy Điển để thi đấu với đại diện Tây Ban Nha là Barcelona ở Ullevi, Gothenburgand vào ngày 08 tháng 8 năm 2012. Trận đấu cuối cùng của chuyến du đấu trước mùa giải là gặp Hannover 96 tại AWD-Arena vào ngày 11 Tháng 8 năm 2012.
| Thời gian           | Đối thủ             | H / A | Kết quả F–A | Cầu thủ ghi bàn                                | Khán giả |
| ------------------- | ------------------- | ----- | ----------- | ---------------------------------------------- | -------- |
| 18 tháng 7 năm 2012 | AmaZulu             | A     | 1–0         | Macheda 20'                                    |          |
| 21 tháng 7 năm 2012 | Ajax Cape Town      | A     | 1–1         | Bébé 90+2'                                     |          |
| 25 tháng 7 năm 2012 | Thượng Hải Thân Hoa | N     | 1–0         | Kagawa 68'                                     | 42.725   |
| 5 tháng 8 năm 2012  | Vålerenga           | A     | 0–0         |                                                |          |
| 8 tháng 8 năm 2012  | Barcelona           | N     | 0–0 (0–2 p) |                                                | 47.141   |
| 11 tháng 8 năm 2012 | Hannover 96         | A     | 4–3         | Hernández 31', Rooney (2) 69', 82', Kagawa 85' | 35.800   |

## Premier League
Tổng hợp tất cả trận đấu thuộc mùa giải 2012-13 của câu lạc bộ bóng đá Manchester United, danh sách chi tiết bên dưới
| Thời gian            | Đối thủ              | H/A/N | Kết quả Bt-Bb | Cầu thủ ghi bàn                                                         | Số lượng khán giả | Thứ hạng |
| -------------------- | -------------------- | ----- | ------------- | ----------------------------------------------------------------------- | ----------------- | -------- |
| 20 tháng 8 năm 2012  | Everton              | A     | 0–1           |                                                                         | 38.415            | 16       |
| 25 tháng 8 năm 2012  | Fulham               | H     | 3–2           | Van Persie 10', Kagawa 35', Rafael 41'                                  | 75.352            | 7        |
| 2 tháng 9 năm 2012   | Southampton          | A     | 3–2           | Van Persie (3) 23', 87', 90+2'                                          | 31.609            | 5        |
| 15 tháng 9 năm 2012  | Wigan Athletic       | H     | 4–0           | Scholes 51', Hernández 63', Büttner 66', Powell 82'                     | 75.142            | 2        |
| 23 tháng 9 năm 2012  | Liverpool            | A     | 2–1           | Rafael 51', Van Persie 81' (pen.)                                       | 44.263            | 2        |
| 29 tháng 9 năm 2012  | Tottenham Hotspur    | H     | 2–3           | Nani 51', Kagawa 53'                                                    | 75.566            | 3        |
| 7 tháng 10 năm 2012  | Newcastle United     | A     | 3–0           | Evans 8', Evra 15', Cleverley 71'                                       | 52.203            | 2        |
| 20 tháng 10 năm 2012 | Stoke City           | H     | 4–2           | Rooney (2) 27', 65', Van Persie 44', Welbeck 46'                        | 75.585            | 2        |
| 28 tháng 10 năm 2012 | Chelsea              | A     | 3–2           | Luiz 4' (o.g.), Van Persie 12', Hernández 75'                           | 41.644            | 2        |
| 3 tháng 11 năm 2012  | Arsenal              | H     | 2–1           | Van Persie 3', Evra 67'                                                 | 75.492            | 1        |
| 10 tháng 11 năm 2012 | Aston Villa          | A     | 3–2           | Hernández (2) 58', 87', Vlaar 63' (o.g.)                                | 40.538            | 1        |
| 17 tháng 11 năm 2012 | Norwich City         | A     | 0–1           |                                                                         | 26.840            | 2        |
| 24 tháng 11 năm 2012 | Queens Park Rangers  | H     | 3–1           | Evans 64', Fletcher 68', Hernández 72'                                  | 75.603            | 1        |
| 28 tháng 11 năm 2012 | West Ham United      | H     | 1–0           | Van Persie 1'                                                           | 75.572            | 1        |
| 1 tháng 12 năm 2012  | Reading              | A     | 4–3           | Anderson 13', Rooney (2) 16' (pen.), 30', Van Persie 34'                | 24.095            | 1        |
| 9 tháng 12 năm 2012  | Manchester City      | A     | 3–2           | Rooney (2) 16', 29', Van Persie 90+2'                                   | 47.166            | 1        |
| 15 tháng 12 năm 2012 | Sunderland           | H     | 3–1           | Van Persie 16', Cleverley 19', Rooney 59'                               | 75.582            | 1        |
| 23 tháng 12 năm 2012 | Swansea City         | A     | 1–1           | Evra 16'                                                                | 20.650            | 1        |
| 26 tháng 12 năm 2012 | Newcastle United     | H     | 4–3           | Evans 25', Evra 58', Van Persie 71', Hernández 90'                      | 75.596            | 1        |
| 29 tháng 12 năm 2012 | West Bromwich Albion | H     | 2–0           | McAuley 9' (o.g.), Van Persie 90'                                       | 75.595            | 1        |
| 1 tháng 1 năm 2013   | Wigan Athletic       | A     | 4–0           | Hernández (2) 35', 63', Van Persie (2) 43', 88'                         | 20.342            | 1        |
| 13 tháng 1 năm 2013  | Liverpool            | H     | 2–1           | Van Persie 19', Vidić 54'                                               | 75.501            | 1        |
| 20 tháng 1 năm 2013  | Tottenham Hotspur    | A     | 1–1           | Van Persie 25'                                                          | 35.956            | 1        |
| 30 tháng 1 năm 2013  | Southampton          | H     | 2–1           | Rooney (2) 8', 27'                                                      | 75.600            | 1        |
| 2 tháng 2 năm 2013   | Fulham               | A     | 1–0           | Rooney 79'                                                              | 25.670            | 1        |
| 10 tháng 2 năm 2013  | Everton              | H     | 2–0           | Giggs 13', Van Persie 45+1'                                             | 75.525            | 1        |
| 23 tháng 2 năm 2013  | Queens Park Rangers  | A     | 2–0           | Rafael 23', Giggs 80'                                                   | 18.337            | 1        |
| 2 tháng 3 năm 2013   | Norwich City         | H     | 4–0           | Kagawa (3) 45+1', 76', 87', Rooney 90'                                  | 75.586            | 1        |
| 16 tháng 3 năm 2013  | Reading              | H     | 1–0           | Rooney 21'                                                              | 75.605            | 1        |
| 30 tháng 3 năm 2013  | Sunderland           | A     | 1–0           | Bramble 27' (o.g.)                                                      | 43.760            | 1        |
| 8 tháng 4 năm 2013   | Manchester City      | H     | 1–2           | Kompany 59' (o.g.)                                                      | 75.498            | 1        |
| 14 tháng 4 năm 2013  | Stoke City           | A     | 2–0           | Carrick 4', Van Persie 66' (pen.)                                       | 27.191            | 1        |
| 17 tháng 4 năm 2013  | West Ham United      | A     | 2–2           | Valencia 31', Van Persie 77'                                            | 34.692            | 1        |
| 22 tháng 4 năm 2013  | Aston Villa          | H     | 3–0           | Van Persie (3) 2', 13', 33'                                             | 75.591            | 1        |
| 28 tháng 4 năm 2013  | Arsenal              | A     | 1–1           | Van Persie 44' (pen.)                                                   | 60.112            | 1        |
| 5 tháng 5 năm 2013   | Chelsea              | H     | 0–1           |                                                                         | 75.500            | 1        |
| 12 tháng 5 năm 2013  | Swansea              | H     | 2–1           | Hernández 39', Ferdinand 87'                                            | 75.572            | 1        |
| 19 tháng 5 năm 2013  | West Bromwich Albion | A     | 5–5           | Kagawa 6', Olsson 9' (o.g.), Büttner 30', Van Persie 53', Hernández 63' | 26.438            | 1        |

| Pos | Câu lạc bộ        | Tr | T  | H | B | Bt | Bb | Hs  | Điểm |
| --- | ----------------- | -- | -- | - | - | -- | -- | --- | ---- |
| 1   | Manchester United | 38 | 28 | 5 | 5 | 86 | 43 | +43 | 89   |
| 2   | Manchester City   | 38 | 23 | 9 | 6 | 66 | 34 | +32 | 78   |
| 3   | Chelsea           | 38 | 22 | 9 | 7 | 75 | 39 | +36 | 75   |

## Cúp FA
United bước vào Cúp FA ở giai đoạn vòng thứ ba với các câu lạc bộ khác Premier League, cũng như từ Championship. Lễ bốc thăm được thực hiện vào ngày 02 tháng 12 năm 2012, với các trận đấu diễn ra vào cuối tuần vào ngày 06 tháng 1 năm 2013. United đã được rút thăm trong một trận đấu sân khách trước West Ham United. Trận đấu đã kết thúc trong trận hòa 2-2 có nghĩa là United phải đối đầu với West Ham United một lần nữa, lần này tại Old Trafford vào ngày 16 tháng 1 năm 2013, đánh bại họ 1-0 hành trình của giải đấu.
Lễ bốc thăm cho vòng thứ tư diễn ra vào ngày 06 tháng 1 năm 2013, và United được chơi trên sân nhà vào ngày 26 Tháng 1 khi tiếp đón Fulham, và United thắng 4-1.
Lễ bốc thăm cho vòng thứ năm diễn ra vào ngày 27 Tháng 1 năm 2013, và United lại thi đấu trên sân nhà khi tiếp đón câu lạc bộ đang chơi ở Premier League là Reading. Trận đấu diễn ra ngày 18 tháng 2 năm 2013 và United giành chiến thắng 2-1.
Lễ bốc thăm cho vòng thứ sáu diễn ra vào ngày 17 tháng 2 năm 2013, và lại một lần nữa United được chơi trên sân nhà, lần này tiếp đón vị khách Chelsea. Trận đấu diễn ra vào ngày 10 tháng 3 năm 2013 đã kết thúc trong một trân hòa 2-2 đồng nghĩa với việc United phải đối đầu với Chelsea một lần nữa, lần này là tại Stamford Bridge vào ngày 01 tháng 4. Trận đấu đã kết thúc với United thua 1-0, có nghĩa là United đã bị đánh bật ra khỏi giải đấu FA Cup, còn với Chelsea tiếp tục phải đối mặt với Manchester City trong trận bán kết.
| Thời gian           | Vòng           | Đối thủ         | H/A/N | Kết quả Bt-Bb | Cầu thủ ghi bàn                                     | Số lượng khán giả |
| ------------------- | -------------- | --------------- | ----- | ------------- | --------------------------------------------------- | ----------------- |
| 5 tháng 1 năm 2013  | Vòng 3         | West Ham United | A     | 2–2           | Cleverley 23', Van Persie 90+1'                     | 32.922            |
| 16 tháng 1 năm 2013 | Vòng 3 đấu lại | West Ham United | H     | 1–0           | Rooney 9'                                           | 71.081            |
| 26 tháng 1 năm 2013 | Vòng 4         | Fulham          | H     | 4–1           | Giggs 3' (pen.), Rooney 50', Hernández (2) 52', 66' | 72.596            |
| 18 tháng 2 năm 2013 | Vòng 5         | Reading         | H     | 2–1           | Nani 69', Hernández 72'                             | 75.213            |
| 10 tháng 3 năm 2013 | Vòng 6         | Chelsea         | H     | 2–2           | Hernández 5', Rooney 11'                            | 75.196            |
| 1 tháng 4 năm 2013  | Vòng 6 đấu lại | Chelsea         | A     | 0–1           |                                                     | 40.704            |

## Cúp Liên đoàn
Là một trong bảy câu lạc bộ Anh đủ điều kiện để tham dự cúp châu Âu trong mùa giải 2011-12, United được đặc cách vào vòng thứ ba của League Cup. Lễ bốc thăm diễn ra vào ngày 30 Tháng 8 năm 2012, United gặp đại diện Premier League là Newcastle United. United đánh bại Newcastle 2-1 vào ngày 26 tháng 9. Cuối ngày hôm đó United được rút thăm gặp Chelsea cho trận đấu vòng thứ tư.
| Thời gian            | Vòng   | Đối thủ          | H/A/N | Kết quả Bt-Bb | Cầu thủ ghi bàn                                     | Số lượng khán giả |
| -------------------- | ------ | ---------------- | ----- | ------------- | --------------------------------------------------- | ----------------- |
| 26 tháng 9 năm 2012  | Vòng 3 | Newcastle United | H     | 2–1           | Anderson 44', Cleverley 58'                         | 46.358            |
| 31 tháng 10 năm 2012 | Vòng 4 | Chelsea          | A     | 4–5 (a.e.t.)  | Giggs (2) 22', 120' (pen.), Hernández 43', Nani 59' | 41.126            |

## Cúp châu Âu / UEFA Champions League

### Vòng Bảng
Sau khi đứng thứ nhì trong giải đấu của mùa giải năm ngoái, United bắt đầu giải đấu thi đấu vòng bảng của giải Champions League. Biếu không của họ hệ số United được UEFA xếp ở nhóm hạt giống và lễ bốc thăm diễn ra tại Monaco vào 30 tháng 8 năm 2012. United nằm ở bảng H, cùng với Braga của Bồ Đào Nha, nhà vô địch Thổ Nhĩ Kỳ Galatasaray và Nhà vô địch Romania CFR Cluj. Manchester United trước đó đã được rút ra với Galatasaray trong cả hai mùa giải 1993-94 và 1994-95, trong khi Braga và CFR Cluj là đối thủ mới.
| Thời gian            | Đối thủ     | H/A/N | Kết quả Bt-Bb | Cầu thủ ghi bàn                                    | Số lượng khán giả | Thứ hạng |
| -------------------- | ----------- | ----- | ------------- | -------------------------------------------------- | ----------------- | -------- |
| 19 tháng 9 năm 2012  | Galatasaray | H     | 1–0           | Carrick 7'                                         | 74.653            | 2        |
| 2 tháng 10 năm 2012  | CFR Cluj    | A     | 2–1           | Van Persie (2) 29', 49'                            | 16.259            | 1        |
| 23 tháng 10 năm 2012 | Braga       | H     | 3–2           | Hernández (2) 25', 75', Evans 62'                  | 73.195            | 1        |
| 7 tháng 11 năm 2012  | Braga       | A     | 3–1           | Van Persie 80', Rooney 85' (pen.), Hernández 90+2' | 15.388            | 1        |
| 20 tháng 11 năm 2012 | Galatasaray | A     | 0–1           |                                                    | 50.278            | 1        |
| 5 tháng 12 năm 2012  | CFR Cluj    | H     | 0–1           |                                                    | 71.521            | 1        |

| Đội bóng          | Tr | T | H | B | Bt | Bb | Hs | Điểm |
| ----------------- | -- | - | - | - | -- | -- | -- | ---- |
| Manchester United | 6  | 4 | 0 | 2 | 9  | 6  | +3 | 12   |
| Galatasaray       | 6  | 3 | 1 | 2 | 7  | 6  | +1 | 10   |
| CFR Cluj          | 6  | 3 | 1 | 2 | 9  | 7  | +2 | 10   |
| Braga             | 6  | 1 | 0 | 5 | 6  | 11 | −6 | 3    |

### Vòng đấu loại trực tiếp
Lễ bốc thăm vòng 16 đã được thực hiện tại Nyon, Thụy Sĩ, vào ngày 20 tháng 12 năm 2012. Trận lượt đi được chơi trên sân khách vào ngày 13 tháng 2 năm 2013, và trận lượt về vào ngày 05 tháng 3 2013 tại Old Trafford. Là đội đứng thứ nhất bảng H, United được rút thăm gặp nhà vô địch giải đấu Tây Ban Nha là Real Madrid, đội bóng đứng thứ nhì trong bảng D.
| Thời gian           | Vòng                | Đối thủ     | H/A/N | Kết quả Bt-Bb | Cầu thủ ghi bàn  | Số khán giả |
| ------------------- | ------------------- | ----------- | ----- | ------------- | ---------------- | ----------- |
| 13 tháng 2 năm 2013 | Vòng 16 đội Lượt đi | Real Madrid | A     | 1–1           | Welbeck 20'      | 85.454      |
| 5 tháng 3 năm 2013  | Vòng 16 đội Lượt về | Real Madrid | H     | 1–2           | Ramos 48' (o.g.) | 74.959      |

## Đội hình
| Số áo | Vị trí | Tên cầu thủ       | Ngoại hạng Anh | Ngoại hạng Anh | Cúp FA | Cúp FA | Cúp Liên đoàn | Cúp Liên đoàn | Cúp Châu âu | Cúp Châu âu | Tổng số | Tổng số | Thẻ phạt | Thẻ phạt |
| Số áo | Vị trí | Tên cầu thủ       | Trận           | Bàn            | Trận   | Bàn    | Trận          | Bàn           | Trận        | Bàn         | Trận    | Bàn     |          |          |
| ----- | ------ | ----------------- | -------------- | -------------- | ------ | ------ | ------------- | ------------- | ----------- | ----------- | ------- | ------- | -------- | -------- |
| 1     | TM     | David de Gea      | 28             | 0              | 5      | 0      | 1             | 0             | 7           | 0           | 41      | 0       | 0        | 0        |
| 2     | HV     | Rafael            | 27(1)          | 3              | 4      | 0      | 1             | 0             | 6(1)        | 0           | 38(2)   | 3       | 8        | 1        |
| 3     | HV     | Patrice Evra      | 34             | 4              | 3      | 0      | 0             | 0             | 5           | 0           | 42      | 4       | 5        | 0        |
| 4     | HV     | Phil Jones        | 13(4)          | 0              | 4      | 0      | 0             | 0             | 3           | 0           | 20(4)   | 0       | 4        | 0        |
| 5     | HV     | Rio Ferdinand     | 26(2)          | 1              | 2      | 0      | 0             | 0             | 3(1)        | 0           | 31(3)   | 1       | 3        | 0        |
| 6     | HV     | Jonny Evans       | 21(2)          | 3              | 2      | 0      | 0             | 0             | 5           | 1           | 28(2)   | 4       | 2        | 0        |
| 7     | TV     | Antonio Valencia  | 24(6)          | 1              | 3(3)   | 0      | 0             | 0             | 2(2)        | 0           | 29(11)  | 1       | 7        | 0        |
| 8     | TV     | Anderson          | 9(8)           | 1              | 3      | 0      | 2             | 1             | 3(1)        | 0           | 17(9)   | 2       | 1        | 0        |
| 9     | TĐ     | Dimitar Berbatov  | 0              | 0              | 0      | 0      | 0             | 0             | 0           | 0           | 0       | 0       | 0        | 0        |
| 10    | TĐ     | Wayne Rooney      | 22(5)          | 12             | 3      | 3      | 1             | 0             | 5(1)        | 1           | 31(6)   | 16      | 7        | 0        |
| 11    | TV     | Ryan Giggs        | 12(10)         | 2              | 2(2)   | 1      | 1             | 2             | 3(2)        | 0           | 18(14)  | 5       | 1        | 0        |
| 12    | HV     | Chris Smalling    | 10(5)          | 0              | 5      | 0      | 0             | 0             | 2           | 0           | 17(5)   | 0       | 2        | 0        |
| 13    | TM     | Anders Lindegaard | 10             | 0              | 1      | 0      | 1             | 0             | 1           | 0           | 13      | 0       | 0        | 0        |
| 14    | TĐ     | Javier Hernández  | 9(13)          | 10             | 6      | 4      | 2             | 1             | 5(1)        | 3           | 22(14)  | 18      | 1        | 0        |
| 15    | HV     | Nemanja Vidić     | 18(1)          | 1              | 2      | 0      | 0             | 0             | 2           | 0           | 22(1)   | 1       | 4        | 0        |
| 16    | TV     | Michael Carrick   | 34(2)          | 1              | 3(2)   | 0      | 0             | 0             | 5           | 1           | 42(4)   | 2       | 4        | 0        |
| 17    | TV     | Nani              | 7(4)           | 1              | 4(1)   | 1      | 1             | 1             | 3(1)        | 0           | 15(6)   | 3       | 1        | 1        |
| 18    | TV     | Ashley Young      | 17(2)          | 0              | 1(1)   | 0      | 0             | 0             | 0(2)        | 0           | 18(5)   | 0       | 1        | 0        |
| 19    | TĐ     | Danny Welbeck     | 13(14)         | 1              | 3(1)   | 0      | 2             | 0             | 5(2)        | 1           | 23(17)  | 2       | 1        | 0        |
| 20    | TĐ     | Robin van Persie  | 35(3)          | 26             | 0(4)   | 1      | 0             | 0             | 5(1)        | 3           | 40(8)   | 30      | 7        | 0        |
| 21    | TĐ     | Ángelo Henríquez  | 0              | 0              | 0      | 0      | 0             | 0             | 0           | 0           | 0       | 0       | 0        | 0        |
| 22    | TV     | Paul Scholes      | 8(8)           | 1              | 1(2)   | 0      | 0             | 0             | 1(1)        | 0           | 10(11)  | 1       | 10       | 0        |
| 23    | TV     | Tom Cleverley     | 18(4)          | 2              | 4      | 1      | 1             | 1             | 5           | 0           | 28(4)   | 4       | 2        | 0        |
| 24    | TV     | Darren Fletcher   | 2(1)           | 1              | 0      | 0      | 2             | 0             | 3(2)        | 0           | 7(3)    | 1       | 0        | 0        |
| 25    | TV     | Nick Powell       | 0(2)           | 1              | 0      | 0      | 0(2)          | 0             | 2           | 0           | 2(4)    | 1       | 0        | 0        |
| 26    | TV     | Shinji Kagawa     | 17(3)          | 6              | 2(1)   | 0      | 0             | 0             | 3           | 0           | 22(4)   | 6       | 1        | 0        |
| 27    | TĐ     | Federico Macheda  | 0              | 0              | 0      | 0      | 0(1)          | 0             | 0(2)        | 0           | 0(3)    | 0       | 0        | 0        |
| 28    | HV     | Alexander Büttner | 4(1)           | 2              | 3      | 0      | 2             | 0             | 3           | 0           | 12(1)   | 2       | 1        | 0        |
| 31    | HV     | Scott Wootton     | 0              | 0              | 0      | 0      | 2             | 0             | 1(1)        | 0           | 3(1)    | 0       | 1        | 0        |
| 33    | TĐ     | Bébé              | 0              | 0              | 0      | 0      | 0             | 0             | 0           | 0           | 0       | 0       | 0        | 0        |
| 34    | TV     | Larnell Cole      | 0              | 0              | 0      | 0      | 0             | 0             | 0           | 0           | 0       | 0       | 0        | 0        |
| 35    | TV     | Jesse Lingard     | 0              | 0              | 0      | 0      | 0             | 0             | 0           | 0           | 0       | 0       | 0        | 0        |
| 36    | HV     | Marnick Vermijl   | 0              | 0              | 0      | 0      | 1             | 0             | 0           | 0           | 1       | 0       | 0        | 0        |
| 37    | TV     | Robbie Brady      | 0              | 0              | 0      | 0      | 0(1)          | 0             | 0           | 0           | 0(1)    | 0       | 0        | 0        |
| 38    | HV     | Michael Keane     | 0              | 0              | 0      | 0      | 2             | 0             | 0           | 0           | 2       | 0       | 1        | 0        |
| 39    | HV     | Tom Thorpe        | 0              | 0              | 0      | 0      | 0             | 0             | 0           | 0           | 0       | 0       | 0        | 0        |
| 40    | TM     | Ben Amos          | 0              | 0              | 0      | 0      | 0             | 0             | 0           | 0           | 0       | 0       | 0        | 0        |
| 41    | TĐ     | Joshua King       | 0              | 0              | 0      | 0      | 0             | 0             | 0(1)        | 0           | 0(1)    | 0       | 0        | 0        |
| 42    | HV     | Tyler Blackett    | 0              | 0              | 0      | 0      | 0             | 0             | 0           | 0           | 0       | 0       | 0        | 0        |
| 44    | TV     | Adnan Januzaj     | 0              | 0              | 0      | 0      | 0             | 0             | 0           | 0           | 0       | 0       | 0        | 0        |
| 45    | TV     | Davide Petrucci   | 0              | 0              | 0      | 0      | 0             | 0             | 0           | 0           | 0       | 0       | 0        | 0        |
| 46    | TV     | Ryan Tunnicliffe  | 0              | 0              | 0      | 0      | 0(2)          | 0             | 0           | 0           | 0(2)    | 0       | 0        | 0        |
| 48    | TĐ     | Will Keane        | 0              | 0              | 0      | 0      | 0             | 0             | 0           | 0           | 0       | 0       | 0        | 0        |
| 49    | HV     | Frédéric Veseli   | 0              | 0              | 0      | 0      | 0             | 0             | 0           | 0           | 0       | 0       | 0        | 0        |
| 50    | TM     | Sam Johnstone     | 0              | 0              | 0      | 0      | 0             | 0             | 0           | 0           | 0       | 0       | 0        | 0        |
| —     | HV     | Fábio             | 0              | 0              | 0      | 0      | 0             | 0             | 0           | 0           | 0       | 0       | 0        | 0        |
| —     | TĐ     | Wilfried Zaha     | 0              | 0              | 0      | 0      | 0             | 0             | 0           | 0           | 0       | 0       | 0        | 0        |
| —     | —      | Phản lưới nhà     | –              | 6              | –      | 0      | –             | 0             | –           | 1           | –       | 7       | –        | –        |

 Tính đến 19 tháng 5 năm 2013

## Chuyển nhượng

### Đến
| Ngày                | Vị trí | Tên cầu thủ       | Đội trước đó         | Mức phí       |
| ------------------- | ------ | ----------------- | -------------------- | ------------- |
| 1 tháng 7 năm 2012  | TV     | Kagawa Shinji     | Borussia Dortmund    | Không tiết lộ |
| 1 tháng 7 năm 2012  | TV     | Nick Powell       | Crewe Alexandra      | Không tiết lộ |
| 17 tháng 8 năm 2012 | TĐ     | Robin van Persie  | Arsenal              | Không tiết lộ |
| 21 tháng 8 năm 2012 | HV     | Alexander Büttner | Vitesse              | Không tiết lộ |
| 5 tháng 9 năm 2012  | TĐ     | Ángelo Henríquez  | Universidad de Chile | Không tiết lộ |
| 26 tháng 1 năm 2013 | TĐ     | Wilfried Zaha     | Crystal Palace       | Không tiết lộ |

### Đi
| Ngày                | Vị trí | Tên cầu thủ      | Điểm đến            | Mức phí       |       |
| ------------------- | ------ | ---------------- | ------------------- | ------------- | ----- |
| 15 tháng 5 năm 2012 | HV     | Ritchie De Laet  | Leicester City      | Không tiết lộ |       |
| 15 tháng 5 năm 2012 | TV     | Matty James      | Leicester City      | Không tiết lộ |       |
| 1 tháng 7 năm 2012  | TV     | Oliver Norwood   | Huddersfield Town   | Không tiết lộ |       |
| 1 tháng 7 năm 2012  | TV     | Paul Pogba       | Juventus            | Bồi thường    |       |
| 1 tháng 7 năm 2012  | HV     | Zeki Fryers      | Standard Liège      | Tự do         |       |
| 1 tháng 7 năm 2012  | TM     | Tomasz Kuszczak  | Giải phóng hợp đồng | Tự do         |       |
| 1 tháng 7 năm 2012  | TM     | Liam Jacob       | Giải phóng hợp đồng | Tự do         | Tự do |
| 1 tháng 7 năm 2012  | TĐ     | Michael Owen     | Giải phóng hợp đồng | Tự do         |       |
| 1 tháng 7 năm 2012  | TM     | Joe Coll         | Giải phóng hợp đồng | Tự do         |       |
| 9 tháng 7 năm 2012  | TV     | Park Ji-Sung     | Queens Park Rangers | Không tiết lộ |       |
| 31 tháng 8 năm 2012 | TĐ     | Dimitar Berbatov | Fulham              | Không tiết lộ |       |
| 2 tháng 1 năm 2013  | TĐ     | Joshua King      | Blackburn Rovers    | Không tiết lộ |       |
| 8 tháng 1 năm 2013  | TV     | Robbie Brady     | Hull City           | Không tiết lộ |       |
| 13 tháng 5 năm 2013 | HV     | Sean McGinty     | Giải phóng hợp đồng | Tự do         |       |
| 19 tháng 5 năm 2013 | TV     | Paul Scholes     | Giải nghệ           | Giải nghệ     |       |

### Cho mượn
| Ngày đi              | Ngày về              | Vị trí | Tên cầu thủ        | Câu lạc bộ đến      |
| -------------------- | -------------------- | ------ | ------------------ | ------------------- |
| 2 tháng 7 năm 2012   | 30 tháng 6 năm 2013  | HV     | Fábio              | Queens Park Rangers |
| 13 tháng 7 năm 2012  | 2 tháng 1 năm 2013   | TĐ     | John Cofie         | Sheffield United    |
| 20 tháng 7 năm 2012  | 7 tháng 1 năm 2013   | HV     | Reece Brown        | Coventry City       |
| 31 tháng 7 năm 2012  | 3 tháng 1 năm 2013   | TM     | Ben Amos           | Hull City           |
| 4 tháng 8 năm 2012   | 13 tháng 9 năm 2012  | HV     | Sean McGinty       | Oxford United       |
| 31 tháng 8 năm 2012  | 30 tháng 6 năm 2013  | TV     | Luke Giverin       | Royal Antwerp       |
| 31 tháng 8 năm 2012  | 2 tháng 1 năm 2013   | TĐ     | Gyliano van Velzen | Royal Antwerp       |
| 5 tháng 11 năm 2012  | 2 tháng 1 năm 2013   | TV     | Robbie Brady       | Hull City           |
| 6 tháng 11 năm 2012  | 30 tháng 6 năm 2013  | HV     | Michael Keane      | Leicester City      |
| 6 tháng 11 năm 2012  | 2 tháng 1 năm 2013   | TV     | Jesse Lingard      | Leicester City      |
| 6 tháng 11 năm 2012  | 5 tháng 1 năm 2013   | HV     | Sean McGinty       | Carlisle United     |
| 22 tháng 11 năm 2012 | 31 tháng 12 năm 2012 | TĐ     | Joshua King        | Blackburn Rovers    |
| 1 tháng 1 năm 2013   | 30 tháng 6 năm 2013  | TĐ     | Bébé               | Rio Ave             |
| 2 tháng 1 năm 2013   | 30 tháng 6 năm 2013  | TĐ     | Ángelo Henríquez   | Wigan Athletic      |
| 9 tháng 1 năm 2013   | 30 tháng 6 năm 2013  | TV     | Davide Petrucci    | Peterborough United |
| 9 tháng 1 năm 2013   | 30 tháng 6 năm 2013  | HV     | Scott Wootton      | Peterborough United |
| 24 tháng 1 năm 2013  | 30 tháng 6 năm 2013  | TĐ     | Federico Macheda   | VfB Stuttgart       |
| 25 tháng 1 năm 2013  | 25 tháng 3 năm 2013  | HV     | Luke McCullough    | Cheltenham Town     |
| 26 tháng 1 năm 2013  | 30 tháng 6 năm 2013  | TĐ     | Wilfried Zaha      | Crystal Palace      |
| 8 tháng 2 năm 2013   | 8 tháng 3 năm 2013   | TĐ     | John Cofie         | Notts County        |
| 21 tháng 2 năm 2013  | 21 tháng 3 năm 2013  | TV     | Ryan Tunnicliffe   | Barnsley            |
| 25 tháng 2 năm 2013  | 30 tháng 6 năm 2013  | HV     | Reece Brown        | Ipswich Town        |
| 20 tháng 3 năm 2013  | 30 tháng 6 năm 2013  | TM     | Sam Johnstone      | Walsall             |
| 28 tháng 3 năm 2013  | 30 tháng 6 năm 2013  | HV     | Sean McGinty       | Tranmere Rovers     |